# دارکوب سوسوزن کامپو
دارکوب سوسوزن کامپو (نام علمی: Colaptes campestris) گونه‌ای پرنده از زیرتیرهٔ دارکوب‌های Picinae از تیرهٔ دارکوبان (Picidae) است. این پرنده در آرژانتین، بولیوی، برزیل، پاراگوئه، سورینام و اروگوئه یافت می‌شود.